# Selección de netball de Gales
La selección de netball de Gales representa a Gales en la competición internacional de netball. La Asociación Galesa de Netball (en galés: Cymdeithas Bêl-Rwyd Cymru), el organismo rector del netball en Gales, es responsable de la selección del equipo galés, de los partidos internacionales y del entrenamiento y desarrollo de los jugadores. La clasificación mundial actual de la Federación Internacional de Netball (INF) de Gales es la novena, al 2 de diciembre de 2019.

## Participaciones

### INF Netball World Cup
| Año   | Resultado                   | Pos.         |
| ----- | --------------------------- | ------------ |
| 1963  | Fase de grupos              | 10°          |
| 1967  | No clasificó                | No clasificó |
| 1971  | Fase de grupos              | 7°           |
| 1975  | Fase de grupos              | 6°           |
| 1979  | Ronda final                 | 7°           |
| 1983  | Fase de grupos (5° al 8°)   | 8°           |
| 1987  | Fase de grupos (13° al 17°) | 13°          |
| 1991  | Fase de grupos              | 7°           |
| 1995  | Fase de grupos              | 17°          |
| 1999  | Play-off del 9° al 16°      | 14°          |
| 2003  | Ronda previa                | 16°          |
| 2007  | Semifinales                 | 12°          |
| 2011  | Play-off del 9° al 16°      | 9°           |
| 2015  | Por el 7°                   | 7°           |
| 2019  | No clasificó                | No clasificó |
| Total | 0 títulos                   | 13/15        |

### Juegos de la Mancomunidad
| Año   | Resultado        | Pos.         |
| ----- | ---------------- | ------------ |
| 1998  | Fase de grupos   | 10°          |
| 2002  | Play-offs        | 6°           |
| 2006  | Fase de grupos   | 8°           |
| 2010  | No participó     | No participó |
| 2014  | Por el 7° lugar  | 8°           |
| 2018  | Por el 11° lugar | 11°          |
| Total | 0 títulos        | 5/6          |

## Jugadoras

### Equipo actual
| Pos. | Name              | Fecha de nacimiento (edad) | Ht. | Club           |
| ---- | ----------------- | -------------------------- | --- | -------------- |
|      | Davies, Fern      | -                          | –   | Celtic Dragons |
|      | Drane, Suzy ()    | -                          | –   | Celtic Dragons |
|      | Dyke, Bethan      | -                          | –   | Celtic Dragons |
|      | Jones, Kyra       | -                          | –   | Celtic Dragons |
|      | Jones, Nia        | -                          | –   | Celtic Dragons |
|      | Lewis, Chelsea    | -                          | –   | Team Bath      |
|      | Llewelyn, Sarah   | -                          | –   | Celtic Dragons |
|      | Morgan, Kelly     | -                          | –   | Celtic Dragons |
|      | Moseley, Cara Lea | -                          | –   | Celtic Dragons |
|      | Rowe, Georgia     | -                          | –   | Celtic Dragons |
|      | Thomas, Leila     | -                          | –   | Celtic Dragons |
|      | Varey, Amanda     | -                          | –   | Celtic Dragons |